# Nueva Zelanda en los Juegos Olímpicos de Melbourne 1956
Nueva Zelanda estuvo representada en los Juegos Olímpicos de Melbourne 1956 por un total de 51 deportistas que compitieron en 9 deportes.  
El portador de la bandera en la ceremonia de apertura fue el ciclista Ritchie Johnston.

## Medallistas
El equipo olímpico neozelandés obtuvo las siguientes medallas:
| Nombre                  | Deporte   | Competición     |
| ----------------------- | --------- | --------------- |
| Oro                     |           |                 |
| Norman Read             | Atletismo | 50 km marcha M  |
| John Cropp Peter Mander | Vela      | Sharpie 12 m² M |
| Plata                   |           |                 |
| —                       |           |                 |
| Bronce                  |           |                 |
| —                       |           |                 |